# The Unveiling Hand
The Unveiling Hand è un film muto del 1919 diretto da Frank Hall Crane. La sceneggiatura di Clara Beranger si basa su un soggetto di Izola Forrester e Mann Page. Prodotto e distribuito dalla World Film, aveva come interpreti Kitty Gordon, Irving Cummings, George MacQuarrie, Frederick Warde, Reginald Carrington, Margaret Seddon, Warren Cook, Tony Merlo.

## Trama
Margaret Ellis si è sposata con l'archeologo Philip Bellamy per compiacere suo padre, curatore del Calder College, l'università dove insegna Philip. Anche la madre di Philip è favorevole a quel matrimonio e convince la ragazza a sposare suo figlio dicendole che altrimenti Philip, senza di lei, non potrà continuare le sue ricerche nel Nord Africa. Alla spedizione, che sta per partire per il deserto, si aggrega come amministratore anche Bob Harding, innamorato di Margaret. Quando la giovane donna cade ammalata, a prendersi cura di lei resta il solo Bob. L'unico rimedio contro la febbre di cui è fornita la spedizione è il brandy. Ma Philip, che si rivela un alcolizzato, prende per sé l'ultima bottiglia. Intanto Hassan, una delle guide che odia l'archeologo, dopo averlo visto inoltrarsi in un cunicolo in mezzo alle rovine, ne annuncia la morte. Philip però ritorna, puzzando di alcol e di hashish. Quando Bob e Margaret gli confessano di amarsi, lui li accusa di aver tentato di ucciderlo. Hassan, vedendo che Philip sta per avventarsi contro Margaret, lo previene e lo ferisce a morte.

## Produzione
Il film fu prodotto dalla World Film.

## Distribuzione
Il copyright del film, richiesto dalla World Film Corp., fu registrato il 26 febbraio 1919 con il numero LU13598. Distribuito dalla World Film e presentato da William A. Brady, il film uscì nelle sale cinematografiche statunitensi il 17 marzo 1919.
Non si conoscono copie ancora esistenti della pellicola che viene considerata presumibilmente perduta.